# Uwe Rahn
Uwe Rahn (Mannheim, 1962. május 21. –) világbajnoki ezüstérmes nyugatnémet válogatott német labdarúgó, csatár.

## Pályafutása

### Klubcsapatban
1970-ben a TSV Schönau csapatában kezdte a labdarúgást. 1975 került a Waldhof Mannheim korosztályos együtteséhez. 1980-ban a Borussia Mönchengladbach színeiben mutatkozott be az élvonalban, ahol az 1986–87-es idényben gólkirályi címet szerzett 24 góllal. 1988 és 1994 között két idényt játszott az 1. FC Kölnben, majd egy-egy szezont a Hertha BSC, a Fortuna Düsseldorf, az Eintracht Frankfurt és a japán Urava Red Diamonds csapataiban. Összesen 318 élvonalbeli Bundesliga mérkőzésen szerepelt és 107 gólt szerzett. 1994-ben vonult vissza az aktív labdarúgástól.

### A válogatottban
1984 és 1987 között 14 alkalommal szerepelt a nyugatnémet válogatottban és öt gólt szerzett. Tagja volt az 1986-os világbajnoki ezüstérmes csapatnak Mexikóban, de sérülés miatt nem lépett pályára. 1982 és 1984 közt három alkalommal szerepelt az U21-es válogatottban. Részt vett az 1984-es Los Angeles-i olimpián. Ötszörös olimpiai válogatott volt és négy gólt szerzett.

## Sikerei, díjai
- Az év német labdarúgója: 1987

 NSZK
- Világbajnokság
  - ezüstérmes: 1986, Mexikó

 Borussia Mönchengladbach
- Nyugatnémet bajnokság (Bundesliga)
  - gólkirály: 1986–87
- Nyugatnémet kupa (DFB-Pokal)
  - döntős: 1984

 1. FC Köln
- Nyugatnémet bajnokság (Bundesliga)
  - 2.: 1988–89, 1989–90